# Schwarzmantelhabicht
|  | Dieser Artikel wurde aufgrund von formalen oder inhaltlichen Mängeln in der Qualitätssicherung Biologie im Abschnitt „Vögel“ zur Verbesserung eingetragen. Dies geschieht, um die Qualität der Biologie-Artikel auf ein akzeptables Niveau zu bringen. Bitte hilf mit, diesen Artikel zu verbessern! Artikel, die nicht signifikant verbessert werden, können gegebenenfalls gelöscht werden. Lies dazu auch die näheren Informationen in den Mindestanforderungen an Biologie-Artikel. Begründung: Keine geeigneten Quellen, entsprechend fehlerhaft. |

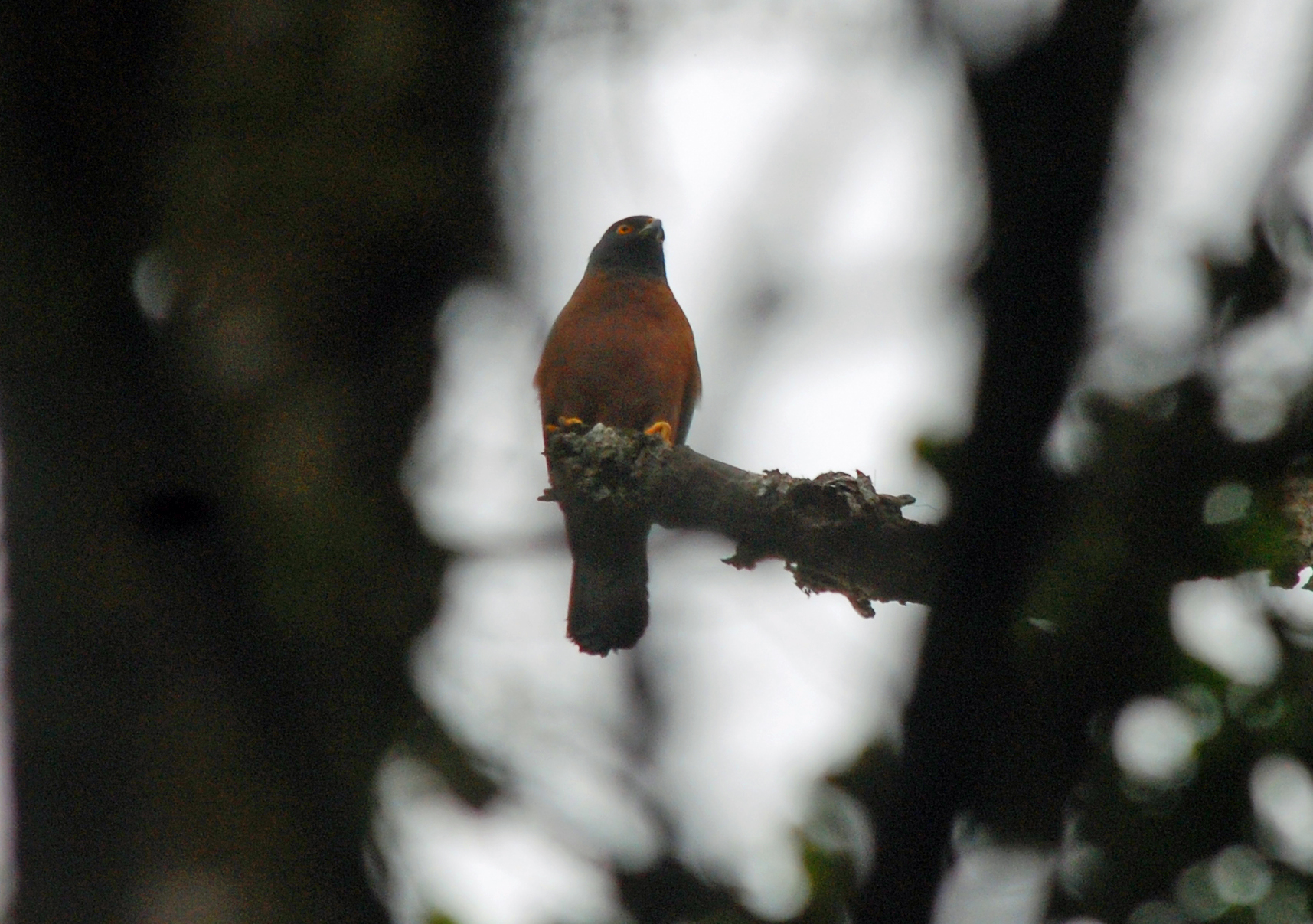
Schwarzmantelhabicht

Der Schwarzmantelhabicht (Tachyspiza melanochlamys, Syn.: Accipiter melanochlamys) ist ein Vertreter aus der Familie der Habichtartigen. Die Körperlänge des Männchens  beträgt 34 Zentimeter und die Flügelspannweite 60 Zentimeter. Das Weibchen wird 40 Zentimeter lang und seine Flügelspannweite beträgt 80 Zentimeter.

## Aussehen
Diese Art hat ein braunes Brust- und Bauchgefieder, das zum Schwanz hin dunkler wird. Der Nacken ist ebenfalls braun. Der Kopf, die Stirn, der Hals und der Rücken sind schwarz. Der breite Schwanz ist oben schwarz und unten grau. Die kahlen Beine sind mit langen, kräftigen Krallen versehen. Die Schnabelspitze ist schwarz und der hintere Teil ist gelb.

## Verbreitung
Der Schwarzmantelhabicht kommt in den Gebirgswäldern auf der Insel Neuguinea in Höhen von 1500 bis 3000 Meter über N.N. vor.

## Lebensweise
Diese Vögel sind standorttreu. Der Schwarzmantelhabicht ernährt sich von kleineren Vögeln, Baumfröschen und Kerbtieren. Diese Vögel sind Lauerjäger und erspähen ihre Beute von einem versteckten Ansitz aus. Wenn er seine Beutetiere verschreckt hat, wartet er auf einem Bein sitzend ab, bis sich die Panik wieder gelegt hat, um dann blitzschnell ein Tier mit seinem Bein zu schnappen. Die Lebenserwartung beträgt ca. 7 Jahre.

## Fortpflanzung
Der Horst des Paares befindet sich in den Kronen hoher Bäume meist in einer Höhe von 20 Metern. Er besteht aus kleineren Zweigen, zum Auskleiden nehmen die Vögel Blätter und die Haare von Säugern. Das Gelege umfasst 4 gefleckte Eier. Das Brutgeschäft übernimmt das Weibchen allein und wird vom Männchen währenddessen mit Nahrung versorgt. Wenn die Jungen ca. 1 Woche alt sind, hilft das Weibchen dem Männchen beim Beschaffen von Nahrung für die im Nest sitzenden Jungen. Das Nest verlassen die jungen Schwarzmantelhabichte im Alter von einem Monat.

## Gefährdung und Schutzmaßnahmen
Aufgrund ihrer weiten Verbreitung und weil für diese Art keine Gefährdungen bekannt sind, stuft die IUCN diese Art als ungefährdet (Least Concern) ein.